# Толстая могила
То́лстая моги́ла — крупный скифский курган IV века до нашей эры, расположенный возле городов Покров и Никополь (Днепропетровская область). Вскрыта и исследована в 1971 году экспедицией АН УССР (руководитель Б. Н. Мозолевский, заместитель руководителя — Е. В. Черненко).
Внутри насыпанного кургана высотой 8,6 м и диаметром 70 м было обнаружено два захоронения (одно — разграбленное) скифских вождей со слугами, конями, оружием, металлической и глиняной посудой и более 600 золотых украшений. Наиболее ценными находками считаются меч в ножнах с обложенной золотом рукоятью, и золотая пектораль, украшенная анималистическими сценами и сюжетами из жизни скифов. Находки хранятся в Музее исторических ценностей Украины в Киеве. Согласно подсчётам Мозолевского, в сооружении кургана участвовало до двух с половиной тысяч человек, которые, завершив работу, устроили там тризну по царю, о чём свидетельствовала масса обломков амфор, а также множество костей — коней, диких кабанов, оленей — во рву вокруг кургана.

## Центральное захоронение
- Пектораль из кургана Толстая Могила

Центральное (разграбленное) захоронение имело площадь 4 м² и высоту 1,3 м. Остатки обнаруженного скелета принадлежали взрослому мужчине. Здесь же археологами были найдены остатки золотых пряжек, обломки металлических пластин доспеха, боевой пояс, украшенный бронзовыми пластинами, нагайка с золотыми украшениями, два ножа, двузубая вилка, часть булавы и обломки двух железных наконечников дротиков, четыре горита со стрелами, бронзовые котлы и глиняная амфора с тремя ручками. В коротком коридоре — дромосе, соединявшем погребальную камеру с входной ямой, были обнаружены золотая пектораль и железный меч с обложенной золотом рукоятью, в ножнах, также покрытых золотой обкладкой с рельефными украшениями. Обкладка ножен меча украшена изображениями в скифском «зверином стиле»: сценами борьбы животных. Под перекрестьем меча в геральдической позе стоят дерущиеся петухи, ниже фантастический грифон, раздирающий оленя, лошадь, на которую сзади напал лев, а спереди — грифон, ещё ниже — напавший на оленя леопард, и, наконец, поединок льва и леопарда. На выступе для подвешивания меча к портупее изображён фантастический рогатый львиноголовый грифон, хвост которого оканчивается змеиной головой.

Также в захоронении обнаружены останки 6 коней в богато украшенной золотом и серебром сбруе и трёх конюхов, старший из которых имел на шее золотую гривну.

## Побочное захоронение
Два коридора-дромоса вели в более позднее побочное захоронение. В нём были обнаружены 5 скелетов. Главный из них принадлежал женщине, второй по значению — малолетнему ребёнку. Оба покрыты большим количеством золотых украшений. Ещё три скелета, очевидно, принадлежали слугам (по мнению археологов, кухарке, воину и возничему), умершим насильственной смертью. Идентификация профессиональной принадлежности слуг основана на предметах, обнаруженных возле скелетов: бронзовая посуда возле останков кухарки, горит со стрелами возле воина и обломки ритуальной повозки возле возничего. Тело ребёнка (возраст около 2-3 лет) находилось в деревянном саркофаге, украшенном алебастром. В саркофаге также находились золотой браслет и золотой перстень, массивная золотая гривна, золотые серьги. Одежда была полностью покрыта золотыми пластинами. В изголовье находились священные для скифов серебряные сосуды: ритон в форме рога, полусферическая чаша и небольшой кувшин с округлым дном, по форме схожий со знаменитыми вазами из курганов Куль-Оба и Части.

## Украшения
Знатная скифская женщина из побочного захоронения была погребена в богато украшенном наряде. На её голове была высокая конической формы шапка, расшитая золотыми пластинами. Её платье с расширенными на концах рукавами было также украшено двумя рядами золотых пластин, а обувь — золотой вышивкой. Кроме этого в захоронении также были обнаружены:
- массивные золотые серьги с изображением богини, которая восседает на троне, подняв кверху руки;
- золотая гривна с 7 фигурами львов, которые преследуют коня;
- 3 золотых браслета;
- 11 золотых перстней;
- ожерелье;
- бронзовое зеркало
- 3 сосуда (в том числе — чёрная лаковая греческая чаша).